# Бумфест
Бумфе́ст (Санкт-Петербургский международный фестиваль рисованных историй «Бум комиксов») — международный фестиваль комиксов, графической новеллы и BD, который проводится в Санкт-Петербурге с 2007 г. ежегодно в последние выходные сентября. За 3 года в рамках фестиваля было организовано более 30 выставок мэтров и молодых авторов рисованных историй. Состоялось более 60 лекций и мастер-классов, авторов рисованных историй и специалистов в области комикса из Франции, Германии, Бельгии, Голландии, Италии, Англии, США, Канады, Чешской республики, Швеции, Финляндии, Норвегии, Эстонии, Латвии и России.

## Конкурс
Ежегодно в рамках фестиваля проводится конкурс рисованных историй, участники которого присылают свои работы из самых различных стран. Традиционно победитель конкурса рисует афишу и делает оформление для следующего фестиваля, а также получает на нём возможность устроить персональную выставку. Формат работ конкурса — до 3 страниц А4 на заданную тему. С 2011 года участники конкурса делятся на три возрастные группы-категории: до 12 лет включительно, 12—18 лет и старше 18 лет.

### Победители конкурса
| Год  | Тема     | Гран-при                                             | Лучшая история                                                  | Лучшая графика                                       | До 12 лет                                           | 13-17 лет                                                          | Специальные призы жюри                                     | Приз зрительских симпатий                                                                                 |
| ---- | -------- | ---------------------------------------------------- | --------------------------------------------------------------- | ---------------------------------------------------- | --------------------------------------------------- | ------------------------------------------------------------------ | ---------------------------------------------------------- | --- |
| 2009 | Портрет  | Юля Григорьева (Санкт-Петербург)                     | Нина Костерева (Хотьково, Московская область)                   | Jonas Nivon (Ожак, Франция)                          | —                                                   | —                                                                  | Полина Митяева (Санкт-Петербург) Zarubel (Санкт-Петербург) | — |
| 2010 | Герой    | Станислава Рачковская «Все хорошо» (Санкт-Петербург) | Кирилл и Илья Ткачевы «Супергеройские будни» (Луганск, Украина) | ゴスポダリョフ «Не стой на пути» (Черновцы, Украина) | —                                                   | —                                                                  | —                                                          | — |
| 2011 | Границы  | Harukichi (Токио, Япония)                            | Людмила Гаврилова (Санкт-Петербург)                             | Николай Билан (Староконстантинов, Украина)           | Кристина Прохорова (Всеволожск)                     | Богдана Кистенёва (Орёл)                                           | —                                                          | Приз Санкт-Петербургского комикс-сообщества «Открытие Бумфеста» — Евгений Яковлев (Сарань, Казахстан)     |
| 2012 | Выбор    | Ольга Штонда (Харьков, Украина)                      | Константин Дубков (Екатеринбург)                                | Наталия Метлух (Сан-Франциско, США)                  | Настасья Плесовских (Пермь)                         | Влада Пантелеева (Фрязино, Московская обл.)                        | Анна Морозова (Пермь), Сергей Гудков (Орёл)                | Приз Санкт-Петербургского комикс-сообщества «Открытие Бумфеста» — Денис Сорока (Ставрополь)               |
| 2013 | Традиции | Полина Митяева «Папа и дочь» (Сергиев Посад)         | Ася Новикова «Можете надеть стул на жениха» (Москва)            | Katarzyna Zawadka «Pink VS Blue» (Варшава)           | Рубен Абсалямов «Детские традиции» (Казань)         | Яна Устюгова «Место мира» (Красноярск)                             | Александра Барановская «Костёр» (Омск)                     | Приз Санкт-Петербургского комикс-сообщества — Наталия Метлух «Do not annoy a royal guard» (Сан-Франциско) |
| 2014 | Соседи   | Влада Мяконькина «Русские анекдоты» (Москва)         | Екатерина Крицева «Контрольная» (Москва)                        | Анастасия Бессарабова «two» (Санкт-Петербург)        | Иван Праздничнов «Враги навсегда» (Санкт-Петербург) | Георгий Брунссен «Соседи по кухне: Соль и Перец» (Россия–Германия) | —                                                          | Приз SPb Comics — Мария Богатова «Соседка» (Санкт-Петербург)                                              |